# Willi Funke
Willi Funke (* 27. Februar 1937 in Hannover) ist ein ehemaliger deutscher Radrennfahrer.

## Sportliche Laufbahn
Funke war im Straßenradsport aktiv. Er war Mitglied der Nationalmannschaft und bestritt die Olympiaausscheidungsrennen im Straßenradsport 1956. In der Tour d’Europe 1956 kam er auf den 34. Rang. In der Internationalen Friedensfahrt 1956 wurde Funke 18. der Gesamtwertung und damit bester Fahrer seines Teams. 1955 wurde er Dritter der nationalen Meisterschaft im Mannschaftszeitfahren. Er startete für den Verein „Schwarz-Weiss Hannover“.